# Mogi Mirim (tiểu vùng)
Mogi Mirim là một tiểu vùng thuộc bang São Paulo, Brasil. Tiều vùng này có diện tích 2345 km², dân số năm 2007 là 339315 người.